# Alexander Payne
Constantine Alexander Payne, född 10 februari 1961 i Omaha i Nebraska, är en amerikansk filmregissör, manusförfattare och filmproducent.
2004 vann Alexander Payne, tillsammans med Jim Taylor, en Oscar för bästa manus efter förlaga, för filmen Sideways. 2011 vann han en Golden Globe för Bästa film för The Descendants. Två gånger har han nominerats till Guldpalmen, 2002 för About Schmidt och 2013 för Nebraska.
Mellan 2003 och 2006 var han gift med skådespelaren Sandra Oh.

## Filmografi
- 1996 – Citizen Ruth (manus och regi)
- 1999 – Election (manus och regi)
- 2001 – Jurassic Park III (manus)
- 2002 – About Schmidt (manus och regi)
- 2004 – Sideways (manus och regi)
- 2004 – Attentatet mot Richard Nixon (produktion)
- 2006 – Paris, je t'aime (manus och regi, delen "14e arrondissement")
- 2006 – Gray Matters (produktion)
- 2007 – Härmed förklarar jag er Chuck och Larry (manus)
- 2007 – Familjen Savage (produktion)
- 2007 – King of California (produktion)
- 2011 – The Descendants (manus, regi och produktion)
- 2011 – Kickoffen (produktion)
- 2013 – Nebraska (manus och regi)
- 2014 – Kumiko, the Treasure Hunter (produktion)
- 2017 – Downsizing (manus, regi och produktion)
- 2023 – The Holdovers (regi)